# Drepanogynis sata
Drepanogynis sata là một loài bướm đêm trong họ Geometridae.